# Blickling
Blickling – wieś w Anglii, w hrabstwie Norfolk, w dystrykcie Broadland. Leży 21 km na północ od Norwich i 172 km na północny wschód od Londynu.
Miejscowość liczy 136 mieszkańców.